# Johann Anton von Woltter
Johann Anton von Woltter, auch Johann Anton Edler von Woltter (* 1709 oder 1711 in Luxemburg; † 1787) war Chemiker, Physiker, Leibarzt Kaiser Karls VII., Generaldirektor der medizinischen Fakultät der Universität Ingolstadt und Mitglied der Gelehrtenakademie „Leopoldina“.

## Leben
Dr. Johann Anton Edler von Woltter war Ritter des Heiligen Römischen Reiches, Rat und Oberarzt des Wittelsbachers Kaisers Karl VII. und der regierenden Herzogin von Bayern, Inspector der medicinischen Fakultät zu Ingolstadt und der Militärkrankenhäuser sowie „wirklicher geheimer Rath“ der churbaierischen Akademie der Wissenschaften und Direktor der philosophischen Klasse. 
Johann Anton von Woltter wurde am 7. März 1754 unter dem Beinamen MARCUS ARTORIUS II. in die Gelehrtenakademie „Leopoldina“ aufgenommen. (Matrikel-Nr. 589)
In seinen Untersuchungen und Arbeiten zu Heilwassern folgte Johann Anton von Woltter der Lehre und den Proben von Herman Boerhaave und Friedrich Hoffmann, um nichts „Unnützes an den Tag zu geben.“ Von Woltter vertrat die Meinung, dass der „Medicus, welcher dem Kranken dieses Gesundwasser verordnet“, sowohl über die Bestandteile des Wassers und die Art seiner Wirkung Bescheid wissen, als auch die Natur der Krankheiten kennen müsse. Wasserkuren und besonders das Warmwassertrinken hatten seit der Mitte des 17. Jahrhunderts einen ungeheuren Aufschwung genommen. Die Wasserkuren entwickelten sich zur Therapie „à–la–mode“.
Seine Pharmacopoea Militaris wurde ins Deutsche übersetzt. Diese Übersetzung sollte dazu dienen, dass auch die Feldscherer, die in Abwesenheit eines ordentlichen Medici mit der Obsorge und Pflege von kranken und verwundeten Soldaten befasst waren, diese Schrift lesen konnten und somit eine Anleitung für ihr Tun hatten. Die Schrift war in ihrer deutschen Übersetzung somit auch eine Art Lehrbuch für Feldscherer.
Woltter ließ das Hauptwerk des Kemptener Arztes Christoph Jakob Mellin, die Praktische Materia Medica, die 1771 erstmals veröffentlicht wurde, für den Lehrunterricht an der Universität Ingolstadt zu.

## Werke (Auswahl)
- 1754: Pharmacopoea militaris in Bavariae nosocomiis usitata
- 1755: Gründlicher Bericht von dem Ditzenbacher–Heilbrunnen in der Grafschaft Wiesensteig. Dessen Gehalt, Wirckung und Krafft, wie derselbe so wohl allein, als mit Milch vermischt bey verschiedenen Kranckheiten mit Nutzen zu gebrauchen, Abhandlung wurde von der Königlich=Französischen Academie derer Wissenschafften zu Paris am 25ten Januar 1755 zur Veröffentlichung empfohlen, Kolb Ulm.
- 1764: Utilitas artis Chemiae